# Virtusvecomp Verona
Virtus Verona je italský fotbalový klub hrající v sezóně 2024/25 ve 3. italské fotbalové lize sídlící ve Veroně v regionu Benátsko.
Klub byl založen v roce 1921 skupinou nadšenců z okresu Borgo Benátky ve Veroně. Po Chievu a Hellasu se jedná se o třetí klub s tohoto města. Velkou část své historie strávil v provinční a regionální soutěži. První velký postup byl po vítězné sezoně 2005/06 když vyhráli šestou ligu a slavili postup do paté ligy, kterou hráli do 2012/13.
Největším úspěch klubu je hraní ve třetí lize od sezony 2018/19.
Zajímavostí klubu je, že prezidentem a trenérem je již od roku 1982 Luigi Fresco a získal přezdívku Ferguson d'Italia.

## Změny názvu klubu
- 1921/22 – 1990/91 – Virtus Verona (Virtus Verona)
- 1991/92 – 1994/95 – US Virtus Borgo Benátky (Unione Sportiva Virtus Borgo Venezia)
- 1995/96 – 2002/03 – US Virtus Dal Colle (Unione Sportiva Virtus Dal Colle)
- 2003/04 – 2005/06 – US Virtus Vecomp (Unione Sportiva Virtus Vecomp)
- 2006/07 – 2012/13 – USD Virtusvecomp Verona (Unione Sportiva Dilettantistica Virtusvecomp Verona)
- 2013/14 – Virtusvecomp Verona (Virtusvecomp Verona)
- 2014/15 – 2017/18 – Virtusvecomp Verona SSD (Virtusvecomp Verona Società Sportiva Dilettantistica)
- 2018/19 – 2020/21 – Virtusvecomp Verona (Virtusvecomp Verona)
- 2021/22 – Virtus Verona (Virtus Verona)

## Získané trofeje

### Vyhrané domácí soutěže
- 4. italská liga ( 1x )

2017/18

## Účast v ligách
| Úroveň soutěže | Název soutěže (nynější název) | První hraná sezona | Poslední hraná sezona | celkem odehraných sezon |
| -------------- | ----------------------------- | ------------------ | --------------------- | ----------------------- |
| 3              | Serie C                       | 2018/19            | 2024/25               | 6                       |
| 4              | Serie D                       | 2013/14            | 2017/18               | 5                       |
| 5              | Eccellenza                    | 2006/07            | 2012/13               | 7                       |

## Fotbalisté

### Známí hráči v klubu
Jediní známí fotbalisté jsou dřívější reprezentanti do 21 let
- Paolo Sammarco – (2019/20)
- Nicola Corrent – (2013/14)
- Simone Bentivoglio – (2020–2021)
- Arturo Lupoli – (2019/20)
- Fabiano Santacroce – (2019/20)